# کمیسیون قضایی و حقوقی مجلس شورای اسلامی
کمیسیون قضایی و حقوقی مجلس شورای اسلامی یکی از کمیسیون‌های تخصصی مجلس شورای اسلامی است. این کمیسیون بر اساس ماده ۵۷ آیین‌نامه داخلی مجلس شورای اسلامی به منظور انجام وظایف محوله در محدوده قضایی و حقوقی مطابق ضوابط این آیین‌نامه تشکیل می‌گردد.
برخی از وظایف این کمیسیون عبارتند از:
- بررسی قضایی و حقوقی برنامه‌های وزیر پیشنهادی در مجلس[۳]
- بررسی مشکلات قضایی و حقوقی مطرح در سطح جامعه[۳][۴]
- بررسی و تصویب طرح‌ها و لوایح مربوط به قوانین کشور در زمینه‌های مختلف[۳][۵][۶]
- بررسی و تصویب طرح‌ها و لوایح مربوط به حقوق جزا و جرم‌شناسی[۳][۷]
- بررسی و تصویب طرح‌ها و لوایح مربوط به پیشگیری از وقوع جرم در جامعه[۸]
- بررسی و تصویب طرح‌ها و لوایح مربوط به قوانین و نحوه اجرای جرایم مالی[۳]
- بررسی عملکرد مسئولان و مدیران کشور از دیدگاه قضایی و حقوقی[۳][۹]
- بررسی و تصویب طرح‌ها و لوایح مربوط به قانون تشکیلات و آیین دادرسی دیوان عدالت اداری کشور[۱۰]
- بررسی و تصویب طرح‌ها و لوایح حقوقی و قضایی مربوط به نظام اقتصادی کشور[۱۱][۱۲]
- بررسی و تصویب طرح‌ها و لوایح حقوقی و قضایی مربوط به بودجه کشور[۱۳][۱۴]

## اعضا
اعضای کمیسیون قضایی و حقوقی مجلس شورای اسلامی در سال اول و دوم از مجلس یازدهم عبارتند از:
| ردیف | نام و نام خانوادگی              | سمت           |   |                                                      |     |   |                                                    |     |   |
| ۱    | محمد سرگزی                      | رئیس          |   |                                                      |     |   |                                                    |     |   |
| ۲    | محمدتقی نقدعلی                  | نایب رئیس اول |   |                                                      |     |   |                                                    |     |   |
| ۳    | عثمان سالاری                    | نایب رئیس دوم |   |                                                      |     |   |                                                    |     |   |
| ۴    | علی آذری                        | سخنگو         |   |                                                      |     |   |                                                    |     |   |
| ۵    | سلمان زارع                      | دبیر اول      |   |                                                      |     |   |                                                    |     |   |
| ۶    | محمد نور دهانی                  | دبیر دوم      |   |                                                      |     |   |                                                    |     |   |
| ۷    | [[مجتبی ذوالنوری (نماینده قم )) | -             | ۸ | سید کریم معصومی خسروآبادی نماینده گیلان (شفت / فومن) | عضو | - | ۹ محمد حسین محمدی نماینده لرستان (دلفان / سلسله)]] | عضو | - |